# 豊川郵便局
豊川郵便局（とよかわゆうびんきょく）
- 愛知県豊川市にある郵便局。本記事にて記述する。
- 石川県七尾市にある郵便局。局番号は31177。
- 熊本県宇城市にある郵便局。局番号は71353。
- 大分県宇佐市にある郵便局。局番号は72243。
- 北海道北見市にある郵便局。局番号は99097。

豊川郵便局（とよかわゆうびんきょく）は、愛知県豊川市にある郵便局。民営化前の分類では集配普通郵便局であった。局番号は21038。

## 概要
住所：〒442-8799 愛知県豊川市諏訪1-57

### 分室
分室はなし。かつて存在した分室は以下のとおり。
- 自衛隊内分室 - 予備隊内分室として開設。1965年（昭和40年）に廃止。
- 稲荷通分室 - 1961年（昭和36年）に廃止。跡地に無集配特定郵便局である豊川駅前郵便局が設置された。

### 出張所（局外ATM）
民営化後は、ゆうちょ銀行名古屋支店の管轄となった。
- イオン豊川店内出張所：通常払込み（振替）の取扱いは不可。 現金預入・払戻は不可。
- 〒442-0048：愛知県豊川市開運通2-31（1階ATMコーナー）

## 沿革
- 1876年（明治9年）4月16日 - 豊川郵便局（五等）として開設[1]。
- 1880年（明治13年）9月16日 - 為替取扱を開始。
- 1881年（明治14年）4月16日 - 貯金取扱を開始。
- 1892年（明治25年）2月1日 - 豊川郵便電信局となる。
- 1903年（明治36年）4月1日 - 通信官署官制の施行に伴い豊川郵便局となる。
- 1950年（昭和25年）3月1日 - 局内に、豊川電報電話局の分室が設置される[2]。
- 1952年（昭和27年）9月16日 - 豊川市本野町に予備隊内分室を設置[3]。
- 1952年（昭和27年）11月1日 - 予備隊内分室を保安隊内分室に改称。
- 1954年（昭和29年）7月5日 - 保安隊内分室を自衛隊内分室に改称。
- 1956年（昭和31年）9月21日 - 豊川郵便局および自衛隊内分室において、電話通話および和文電報受付事務の取扱を開始。
- 1961年（昭和36年）9月30日 - 稲荷通分室を廃止。同分室にて取り扱っていた事務は、同日跡地に設置された豊川駅前郵便局に引き継がれた。
- 1965年（昭和40年）12月1日 - 自衛隊内分室を廃止。
- 1977年（昭和52年）5月 - 新局舎落成。
- 1998年（平成10年）9月1日 - 外国通貨の両替および旅行小切手の売買に関する業務取扱を開始。
- 1998年（平成10年）9月21日 - 豊川サティ内出張所（ATM、現在のイオン豊川開運通店内出張所）を設置。
- 2007年（平成19年）10月1日 - 民営化に伴い、併設された郵便事業豊川支店に一部業務を移管。
- 2012年（平成24年）10月1日 - 日本郵便株式会社の発足に伴い、郵便事業豊川支店を豊川郵便局に統合。

## 取扱内容
- 郵便、印紙、ゆうパック、内容証明
- 貯金、為替、振替、振込、国際送金、外貨両替・トラベラーズチェック、国債、投資信託
- 生命保険、バイク自賠責保険、自動車保険、変額年金保険
- ゆうちょ銀行ATM
- 「442-00xx」「442-08xx」区域（豊川市）の集配業務
- ゆうゆう窓口

## 周辺
- 愛知県豊川保健所
- 社会福祉会館ウィズ豊川
- 諏訪公園
- 豊川警察署
- 豊川公園
- 豊川市中央図書館
- 豊川市役所
- 豊川市消防署
- 日本車輌豊川製作所
- プリオ
- 陸上自衛隊豊川駐屯地

## アクセス
- 名鉄豊川線 諏訪町駅から徒歩で約8分。
- 豊鉄バス「豊川体育館前」停留所下車、徒歩ですぐ。
- 東名高速道路 豊川ICから西へ約4km
- 駐車場あり：20台